# Az-Zara (Hims)
Az-Zara (arab. الزارة) – miejscowość w Syrii, w muhafazie Hims. W 2004 roku liczyła 4336 mieszkańców.